# Teodor Pestka
Teodor Pestka (ur. 6 listopada 1872 w Łęgu, zm. 12 maja 1917) – polski kupiec, działacz społeczny w czasie zaborów na Pomorzu.

## Życiorys
Teodor Pestka urodził się 6 listopada 1872 roku w Łęgu jako syn kupca bławatnego Piotra Antoniego Pestki i Julianny z domu Lica. Rodzinna legenda wywodzi ród Pestków od Wiśniewskich z zaboru carskiego. Według niej, z bliżej nie określonych powodów, musieli oni w 1792 roku uchodzić przed prześladowaniami, udając się do Prus. Trafili do wsi Prusy koło Łęga, przyjmując dla niepoznania nazwisko Pestka. Uczęszczał do szkoły powszechnej w Łęgu. Po jej ukończeniu pomagał rodzicom w gospodarstwie i składzie bławatnym. W 1887 r. rodzice wysłali go na naukę do jego brata Jana, nauczyciela na 
Powiślu we wsi Pułkowice, aby poduczył go w rachunkach i pisaniu. Dwa lata później skierowali go na naukę zawodu kupieckiego do Brodnicy, skąd po kilku tygodniach udał się do Czerska, gdzie zdobywał umiejętności kupieckie w firmie J.S.Hirschbrucka. W tymże czasie Teodor mając lat 27 ożenił się z dwa lata od siebie starszą Zuzanną z domu Węgierskich z Łęga. Przejął po ojcu rodzinny interes, znacznie go rozwijając a dając mu nazwę „Bazar”, zorganizował jej filię w Kościerzynie. Dom Pestków, słynący z gościnności, był jednym z centrów polskiego życia narodowego. Decydowała o tym działalność Teodora, jako sekretarza, w założonym w 1895 roku Polsko-Katolickim Towarzystwie „Oświata”, którego oddzielna siedziba mieściła się w jego domu. Była ona odpowiedzą na działania prężnego, niemieckiego „Kriegevereinu” A za pośrednictwem Ignacego Klińskiego współpracowało z towarzystwami ludowymi z Śliwic, Tucholi, Starogardu i Czerska. Od 1892 roku był bibliotekarzem TCL, przejmując tę funkcję od Aleksandra Derdowskiego. Pestka był również prezesem założonego 9 października 1904 roku, pierwszego w okolicy, PTG gniazdo Łąg. W miejscowej straży pożarnej pełnił funkcję naczelnika, a w datowanym na 17 września 1905 roku statucie widnieje jego nazwisko. Ukoronowaniem jego działalności była prezesura polskiego Komitetu Wyborczego na powiat chojnicki. Ta działalność Teodora nie uszła uwadze władz pruskich, które same nazywały go „polskim królem”. Pretekst do represji znalazł się za sprawą wystawienia Jasełek w 1907 roku po polsku, co było zabronione. Za to aresztowano Teodora i skazano na trzy lata twierdzy w Grudziądzu. Odbiło się to negatywnie na jego zdrowiu i 12 maja 1917 w wieku 45 lat zmarł nie doczekawszy wolnej Polski.

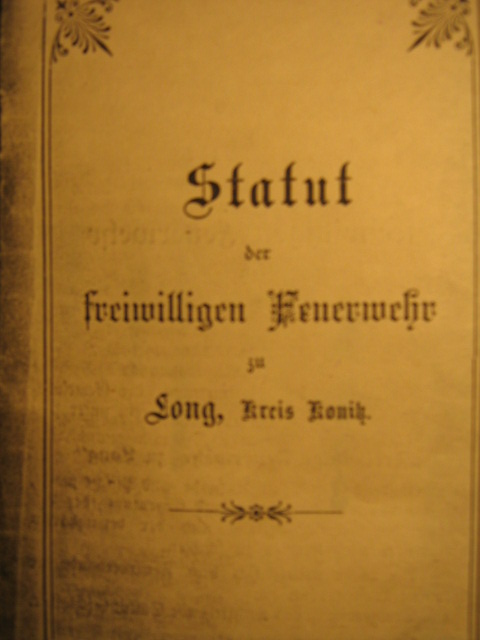
Strona tytułowa niemieckiego statutu straży w Łęgu